# ちきゅうラジオ
『ちきゅうラジオ』は、NHKが1999年に定時放送を開始したラジオ番組である。ラジオ第1放送とNHKワールド・ラジオ日本にて、毎週土・日曜夕方（JST）に放送される。
本項では、当番組のスタッフが手掛けた子供向けのドキュメンタリー番組で2023年8月上旬に放送予定の『アラスカ・大自然の話をしよう』についても触れる。

## 概要
世界各地に在住する日本人からの現地レポートと、日本国内外の日本人からの各種投稿や音楽などを交えて進行するトーク番組である。
1995年に、NHK放送開始70周年と国際放送60周年の企画による特別番組として発足したことが始まりで、1999年度から定時放送となった。当初は日曜日のみで18:05頃 - 18:50の放送だったが、翌2000年より土曜日の放送も始まり、2004年度から17時台の放送を開始した。
開始当初から2012年度まで番組名は「地球ラジオ」であったが、2013年度にリニューアルを行い「ちきゅうラジオ」と改題した。
オープニング曲は2002年頃は「君の瞳に恋してる」（ボーイズ・タウン・ギャング）、2013年3月まで「My Confidence」（歌・櫻倉レオン、作詞・作曲柳川 剛）が長く使用された。

## 放送時間
- 毎週土・日曜：原則として17:05頃 - 18:50（JST）
ただし17:50 - 17:53頃は日本道路交通情報センターからの交通情報で、17:55 - 18:05頃はニュースなどのため一時中断する。
大相撲中継[注 1]、プロ野球中継 (2019年度以降、土曜日のみ[注 2]) 、オリンピック中継[2]や選抜高等学校野球大会または全国高等学校野球選手権大会と重なる場合、国内向け・海外向けとも休止または縮小となる[注 3]。
プロ野球の日本シリーズと重なった場合は、基本的に17時台（前半）のみに縮小される[注 4]。
また、国内では地域により特別番組を放送する場合は休止、国政選挙期間中は政見放送を実施する地域は短縮する場合あり。その分近隣のNHKラジオ第1放送またはNHKワールドラジオ日本の周波数に合わせるか、NHKネットラジオ らじる★らじる・radikoを利用すれば聴取可能である。

## 出演者

### 現在
毎週土曜担当
- 當間ローズ（2023年4月- ）

毎週日曜担当
- レ・ロマネスクTOBI（2023年4月- ）

土日共通
- 中村慶子（2022年4月9日 - 、協会本部メディア総局ラジオセンター）

不定期
- ニャーるど（声:吉岡麻耶）（2018年4月 - ）番組のマスコットキャラクターで、世界を旅するネコ。お便りの紹介を読み上げる時以外は締めの挨拶でも必ず語尾に「ニャー」をつけるのが特徴。手がけたのは漫画家でイラストレーターのそにしけんじ。

### 過去
男性
- 小笹俊一（特番時代）
- 後藤繁榮（1999年の定時番組化から2013年3月31日まで出演。日本語センター専属アナウンサー）
- 内多勝康（2013年4月 - 2015年3月、仙台への異動に伴い降板）
- 古谷敏郎（2015年4月4日 - 2016年4月3日、札幌への異動に伴い降板）
- 柿沼郭（2016年4月9日 - 2019年3月24日、ラジオセンター専属アナウンサー）
- 吾妻謙 (2019年4月6日 - 2020年3月29日 、らじるラボ担当のため降板)
- 杉嶋亮作 (2020年4月4日 - 2022年4月3日、NHKアナウンサー)

女性
- 玉利かおる（特番時代と1999年度）
- 西田珠美（2000年度 - 2003年度）
- 大輪香菊 TKP司会ネット（2004年度 - 2011年度。結婚を機に2007年4月から「荒川」改め「大輪」となる） 公式サイト
- 後藤邑子（2012年4月7日 - 5月13日）
5月19日以後は病気療養のため休演し、後藤繁榮1人で担当した。7月29日には番組へのコメントが放送され、その中で「自分の病気は退院後もコントロールして付き合っていく必要があるため今後の生放送にはリスクを負って参加することは出来ない」として事実上の降板を表明し、後藤繁榮と倉益、そしてリスナーへの謝辞を述べた。その後1年間はアンコール放送の際にまれに彼女の声を聞くことができた。
- 倉益悠希（2012年7月29日 - 2015年3月29日、後藤邑子の降板により後継キャスターとなる）
- 丹下桜（2018年4月 - 当番組のマスコットキャラクターでニャーるどの相方だったすずめの声）
- 堀口ミイナ (2019年4月6日 - 2021年10月11日）、(2022年1月30日 - 2022年4月3日）
- 柴原紅（2019年7月6日 - 「ちきゅう情熱スポーツ!」担当、ボイスワークス所属、ラジオセンター専属契約キャスター）
- リアド慈英蘭（2022年4月9日 - 、2023年1月28日から体調不良のため休演）

- フリルン（2022年5月8日 - 当番組のマスコットキャラクターで本名は「フリル・シドニー・スミス」。ニャーるどとはオーストラリアで友達になったといい、お便りの紹介を読み上げる時と挨拶、「教えて！ちきゅう特派員」等のコーナーに電話で出演しているゲストを相手にしている時以外基本的には敬語は使わず英語も交える事もあるのが特徴。オーストラリアのシドニーで生まれたエリマキトカゲとして番組には大相撲中継期間中〔奇数月〕の日曜日に登場。声:内田秀）

#### 日替りMC
- 吉川ブリアンカ（2021年11月13日）
- 各務華梨（2021年11月14日）

過去にディレクターを務めたアナウンサー
この番組では、ラジオセンター所属のアナウンサーがディレクターとして制作に関わる。過去に担当したアナウンサーは次のとおり。
- 渡辺裕之（現・長野局）
- 原田徹（現・福岡局）

## 番組タイトル・放送時間・司会の変遷
| 期間              | 番組タイトル   | 放送時間               | 放送時間               | 時間帯別              | 時間帯別              | キャスター(司会)                                        | キャスター(司会)   |
| 期間              | 番組タイトル   | 土曜日                 | 日曜日                 | 17時台                | 18時台                | アナウンサー担当                                        | 女性キャスター担当 |
| ----------------- | -------------- | ---------------------- | ---------------------- | --------------------- | --------------------- | ------------------------------------------------------- | ------------------ |
| 1999.04 - 2000.03 | 地球ラジオ     | （放送なし）           | 18:05 - 18:50 （45分)  | （放送なし）          | 18:05 - 18:50 （45分) | 後藤繁榮                                                | 玉利かおる         |
| 2000.04 - 2004.03 | 地球ラジオ     | 18:05 - 18:50 （45分)  | 18:05 - 18:50 （45分)  | （放送なし）          | 18:05 - 18:50 （45分) | 後藤繁榮                                                | 西田珠美           |
| 2004.04 - 2012.03 | 地球ラジオ     | 17:05 - 18:50 （105分) | 17:05 - 18:50 （105分) | 17:05 - 17:55 （50分) | 18:05 - 18:50 （45分) | 後藤繁榮                                                | 大輪香菊           |
| 2012.04 - 2012.05 | ちきゅうラジオ | 17:05 - 18:50 （105分) | 17:05 - 18:50 （105分) | 17:05 - 17:55 （50分) | 18:05 - 18:50 （45分) | 後藤繁榮                                                | 後藤邑子           |
| 2012.05 - 2012.07 | ちきゅうラジオ | 17:05 - 18:50 （105分) | 17:05 - 18:50 （105分) | 17:05 - 17:55 （50分) | 18:05 - 18:50 （45分) | 後藤繁榮                                                | （不在）           |
| 2012.07 - 2013.03 | ちきゅうラジオ | 17:05 - 18:50 （105分) | 17:05 - 18:50 （105分) | 17:05 - 17:55 （50分) | 18:05 - 18:50 （45分) | 後藤繁榮                                                | 倉益悠希           |
| 2013.04 - 2015.03 | ちきゅうラジオ | 17:05 - 18:50 （105分) | 17:05 - 18:50 （105分) | 17:05 - 17:55 （50分) | 18:05 - 18:50 （45分) | 内多勝康                                                | 倉益悠希           |
| 2015.04 - 2016.03 | ちきゅうラジオ | 17:05 - 18:50 （105分) | 17:05 - 18:50 （105分) | 17:05 - 17:55 （50分) | 18:05 - 18:50 （45分) | 古谷敏郎                                                | 柴原紅             |
| 2016.04 - 2019.03 | ちきゅうラジオ | 17:05 - 18:50 （105分) | 17:05 - 18:50 （105分) | 17:05 - 17:55 （50分) | 18:05 - 18:50 （45分) | 柿沼郭                                                  | 柴原紅             |
| 2019.04 - 2020.03 | ちきゅうラジオ | 17:05 - 18:50 （105分) | 17:05 - 18:50 （105分) | 17:05 - 17:55 （50分) | 18:05 - 18:50 （45分) | 吾妻謙                                                  | 堀口ミイナ         |
| 2020.04 - 2022.03 | ちきゅうラジオ | 17:05 - 18:50 （105分) | 17:05 - 18:50 （105分) | 17:05 - 17:55 （50分) | 18:05 - 18:50 （45分) | 杉嶋亮作                                                | 堀口ミイナ         |
| 2022.04 - 2023.03 | ちきゅうラジオ | 17:05 - 18:50 （105分) | 17:05 - 18:50 （105分) | 17:05 - 17:55 （50分) | 18:05 - 18:50 （45分) | 中村慶子                                                | リアド慈英蘭       |
| 2023.04 - 現在    | ちきゅうラジオ | 17:05 - 18:50 （105分) | 17:05 - 18:50 （105分) | 17:05 - 17:55 （50分) | 18:05 - 18:50 （45分) | 當間ローズ （土曜担当） レ・ロマネスクTOBI （日曜担当） | 中村慶子           |

## 内容
（2017年度）
土日共通
- 世界のイチメン：海外に住む日本人からの電話リポート。新聞で取り上げられた今話題の情報や注目の記事をお伝えする。以前はワールドテレホンネットワークというコーナー名だった。深夜に放送される「ラジオ深夜便」内にも同様のコーナー（ワールドネットワーク）がある。
- 教えて!ちきゅう特派員：世界中のリスナーから頂いた様々な意見を紹介し、その内容を電話をつないで詳しく伺う。
- ちきゅう人バンザイ：海外で活躍する日本人に電話で話を聞く（事前収録）。

土曜日
- 地球音クイズ：ある国の風景の音が出題され、どこの国のどんな風景の音を答えてもらう、リスナー参加型のクイズコーナー。ヒントの発表は番組の中盤に、正解は番組の最後に発表される。
- 旅人は見た!：世界各地を長期旅行している日本人から届く便りを紹介する。（旅でござんす）
このコーナーは高校野球の期間中の「総集編」の場合でも、原則通常通り放送される。
- 作文かいたよ：世界各地の日本人学校や補習授業校に通う児童・生徒による作文朗読を披露する。

日曜日
- 世界一周 食べ放題：世界各地の美味しい料理を紹介し、柿沼アナウンサーがその国の料理にまつわるクイズに正解すれば食べられるという内容。
- ミュージックパスポート：世界各地の民俗音楽・ポピュラー音楽を紹介する。毎月第1週･第3週は、日本に暮らす外国人音楽家による生演奏がある。（ワールドミュージックシーン）

過去
- 世界なんでも質問箱：日本の文化・慣わしなどについて海外ではどのようになっているかをリスナーに答えてもらう。
- 世界井戸端会議：毎回あるテーマに沿ったリスナーからの意見交換の場を提供する。
- 地球情報局：世界各地のタイムリーな話題を、現地在住の日本人に電話レポートしてもらう。
- 世界・音の旅：世界に暮らす日本人がお気に入りの場所や、珍しい物事を、音とともに紹介する。
- 奮闘ジパング：日本で活躍している外国出身者（日本語の話せる人）をスタジオに招き話を聞く。
- 地球でっかいゾウ：海外に住む日本人が感じたカルチャーショックや現地の驚くような話を、その人に電話で聞く。
- にっぽんチャチャチャ：「奮闘ジパング」とは逆に、海外で活躍する日本人に電話で話を聞く（事前収録）。

## インターネット配信
放送翌日の0:00（午前0時、JST）から、インターネットによるオンデマンド配信（Flash形式）で、オンエアーされた放送を1週間聴くことが出来る。放送中の模様をウェブカメラ（2個のライブカメラ、10秒程度に1回のサイクルで自動更新）で見ることができる。内容は、スタジオの光景、各コーナーでインタビューやレポートする人や、その人の居住する地域にちなむ画像、音楽が流れる場面では曲名などである。17:55 - 18:05頃の中断中は、進行者が席を外していることが分かる。
2007年10月1日から実施された、NHKワールド・ラジオ日本の欧州（ロシアを除く）、北米、ハワイ向けの日本語放送廃止に伴う代替処置として、2007年10月6日放送分から、RealPlayerとWindows Media Playerを使ったインターネットによるライブ・ストリーミング放送（ライブ配信、インターネットラジオ）が行われる。又、NHKワールド・ラジオ日本オンラインでのインターネット・ライブでも同時生放送される。なお、ライブ配信開始後も、オンデマンド配信は引き続き行われる。
2009年に入ってからは上記地域の日本語放送廃止に伴うもう1つの代替処置としてNHKワールドTV、NHKワールド・プレミアムのテレビ放送で使用される放送衛星（インテルサット8・9・10号機）を用いたデジタルラジオ放送も行われるようになり、世界中のほぼすべての地域で聴取できるようになった。
2011年9月からは「NHKネットラジオ らじる★らじる」でも、番組中の音楽を含めて全編同時配信される（日本国内限定）。2017年10月からは民放ラジオポータルサイト「radiko」も実験配信を開始（2018年3月30日までは一部地域のみ。中断を挟んで同年4月12日より配信地域を全国に拡大の上で再開予定）。これにより、日本国内では従来のNHKワールド・ラジオ日本オンラインでのインターネット・ライブとあわせて3つの媒体から利用可能である。なお、「らじる★らじる」及び「radiko」では関東広域放送のラジオ第1放送をそのまま同時配信するため17:55からの「海外安全情報」は配信されない。

## 特別企画
夏季・並びに年末年始には時間枠を拡大した特別版が放送されることがある。年に数回、東京のスタジオを離れて地方局、あるいは日本国外から放送されることもある。高校野球期間（春休み・夏休み）は、試合の展開により開始時間が遅れるか休止になるため、過去に放送した番組からリスナーの要望が多かったレポートを再放送する。またこの期間は通常2名担当するパーソナリティはどちらかが休みとなるため、スタジオ待機の1人だけでの進行となる。年始の放送（おめでとうちきゅうラジオ）は2017年を最後に行われていない。
海外
- 2005年5月28日・29日は日韓友情年を記念して、韓国・ソウル特別市の特設スタジオから番組初の公開放送「地球ラジオin韓国」が実施され、通常より時間を延長して放送された。
- 2006年には上海から、2007年6月9日・10日には、メルボルンから時間枠を拡大して公開放送を実施した。
- 2008年10月4日・5日には、韓国・釜山の日本人学校からの公開生放送（通常と同じ時間帯）を行い、現地では100人を越える聴取者が詰めかけた。5日の午後6時台は釜山からの回線トラブルが発生した。東京のスタジオからアナウンサーが音楽を紹介し、過去の企画を再放送して時間をつないだが、音声は復旧せず、携帯電話を使っての音質の悪い中の放送となった。
- 2012年2月18日・19日は、「地球ラジオinベトナム」としてベトナム・ハノイ日本人学校から公開生放送を実施した。
- 2012年12月8日・9日は中国・大連からの公開生放送を行った。
- 2015年3月21日・22日は、タイ・バンコクからの「ちきゅうラジオSP inバンコク」を放送した。

国内
国内からも数回行われた。
- 2010年12月4日・5日はNHK福岡放送局のスタジオから公開放送を実施した。
- 2011年3月12日・NHK岐阜放送局から2時間の特番「地球ラジオin岐阜」を開催した。
- 2011年10月1日・2日はNHK釧路放送局のスタジオから公開放送「地球ラジオin釧路」を実施した。
- 2012年2月25日・26日（上記ハノイ公開放送の翌週）は、成田国際空港第一ターミナル内のオープンスタジオから「地球ラジオin成田空港」と題した公開生放送を実施した。
- 同年10月13日・10月14日はNHK帯広放送局ロビーから「地球ラジオin帯広」が公開生放送された。
- 2014年4月26日・27日は、「ちきゅうラジオin弘前」と題し、内多・倉益体制となってから初めてとなる公開生放送を弘前市の「弘前さくらまつり」会場と、NHK青森放送局・弘前支局ロビーを結んでの中継を行った。
- 2009年6月7日の放送は、NHK衛星放送20周年企画として放送枠が拡大された衛星第1テレビジョン（BS1）の「地球アゴラ」で、ラジオスタジオからの中継映像が流された。
- 2014年5月3日・5月4日はゴールデンウィークの特別企画として、3日は「留学生スペシャル」、4日は「中南米スペシャル」とテーマを定めて放送した。
- 2017年12月1日は、「ちきゅう音クイズスペシャル」と題し、文化放送のアニラジ枠ブランドである超！A&G+で放送中の明神わいふぁい！ラジオからメインパーソナリティである秦佐和子が当番組にゲスト出演し、そのお礼として同年12月3日放送分の明神わいふぁい！ラジオに当番組のマスコットキャラクターであるにゃーるどがゲスト出演し、局の垣根を越えたコラボレーションが実現した。

## その他
- 2001年頃まで18時のニュース終了後に流れるジングルは、ラジオ深夜便の“ワールドネットワーク”（「関西発…」の“アジアレポート”）のジングルが、「深夜便」のロングバージョンで流れた。
- 一時期（2004年3月頃まで）、NHKワールド・ラジオ日本で、日本時間の土曜深夜（日曜午前2時ごろ）に、土曜日放送分の再放送が行われた。後に再放送は行われなくなり、代わりに前述のインターネットによるオンデマンド配信が開始された。
- 海外各地と生電話をつなぐコーナーが多いゆえに、回線が繋がらず予定のコーナーが中止になったり、延期になることもしばしばある。先述の2008年10月の韓国・プサンからの公開放送では、日本時間5日18時台の放送で現地からの回線が寸断され、東京のスタジオからアナウンサーがお詫びをし、音楽を数曲かけ、さらに過去のインタビューが再放送された。結局、回線は最後まで復旧しなかったため、18:30頃から携帯電話を使って現地と結び急場を凌いだ。また放送できなかった企画は、後日改めて放送された。
- 番組のテーマ曲は、2013年3月まで「My Confidence」（歌・櫻倉レオン、作詞・作曲、柳川剛）が長く使用された。2016年4月2日から2017年4月1日までは高木ブーの歌とウクレレの演奏による「オブ・ラ・ディ、オブ・ラ・ダ」。オープニング、ローカルニュースに入る前、18時の全国ニュース明けおよびエンディングで演奏アレンジはそれぞれ異なるが、すべて同じ楽曲（番組のためのオリジナル）である。2018年4月7日からはPerfumeの『ねぇ』が使用されている。

## アラスカ・大自然の話をしよう
- 写真家の松本紀生が、アラスカで30年間に渡って収めてきたクジラ・クマ・カリブーなどの野生動物の迫力ある姿を映像と音を通して大自然の素晴らしさと尊さを子供たちに向けて伝える。
- NHK Eテレにて特別番組として放送されるほか、当番組内においても特別版として放送される。なお、当番組内での特別版ではEテレの本編に入り切らなかった未公開トークも放送される。
- 当該企画は、松本紀生が2016年より当番組の準レギュラーとしてアラスカの現地の様子を伝えてきたことにより実現したものである。当番組で特別版が放送される当日には、東京のスタジオと衛星電話を通してアラスカの現在の状況について話す予定である。

### 放送日時
- Eテレ 2023年8月4日（金曜日） 09:00 - 09:30
- ラジオ第一 2023年8月5日（土曜日） 17:05 - 18:50（当番組内にて放送）
  - ただし、17:50 - 17:53 は全国の交通情報を、17:55 - 18:05 はニュースなどをそれぞれ放送するため一時中断する。

### 出演者
- 松本紀生
- 小林優仁
- 浅田芭路
- 能登麻美子（ナレーション）